# Santana (Portel)
Santana (também conhecida como Santana do Mendro) é uma povoação portuguesa sede da Freguesia de Santana do Município de Portel, freguesia com 41,95 km² de área e 474 habitantes (censo de 2021), tendo, por isso, uma densidade populacional de 11,3 hab./km².

## Demografia
A população registada nos censos foi:
| Distribuição da População por Grupos Etários | Distribuição da População por Grupos Etários | Distribuição da População por Grupos Etários | Distribuição da População por Grupos Etários | Distribuição da População por Grupos Etários |
| -------------------------------------------- | -------------------------------------------- | -------------------------------------------- | -------------------------------------------- | -------------------------------------------- |
| Ano                                          | 0-14 Anos                                    | 15-24 Anos                                   | 25-64 Anos                                   | > 65 Anos                                    |
| 2001                                         | 79                                           | 78                                           | 310                                          | 161                                          |
| 2011                                         | 64                                           | 46                                           | 271                                          | 161                                          |
| 2021                                         | 47                                           | 45                                           | 251                                          | 131                                          |

## História
Nas fontes mais antigas o nome actual não nos surge. Surge-nos em algumas fontes geográficas uma povoação relativamente perto denominada de Odivelas, de sítio incerto para os contemporâneos. O nome mais  actual surge-nos pela primeira vez numa fonte do século XVII denominando a terra assim de Sant'Anna da Serra.
Esta Freguesia recebeu o nome da padroeira Santa Ana. A Igreja Paroquial fica situada no centro da povoação. Há muitos anos a aldeia estava dividida  em “Aldeia de Baixo” e “Aldeia de Cima” que, ainda hoje, os mais antigos relembram. Esta denominação está relacionada com a Lenda de fundação.
Recebeu esta Freguesia o nome sagrado da padroeira Santa Ana. É provavelmente, de fundação medieval embora se deva ter em conta a sua proximidade a Oriola, povoação de ocupação romana. De referenciar ainda que através de documentos do “Livro dos Bens de D. João de Portel”, se pode identificar a área desta Freguesia com o topónimo “Portel Conelia” ou “Portel dos Coelhos” na designada serra da Fasquia.

## Lenda
Há muito, muito tempo existia um lugar na serra chamado "Portel-dos-Coelhos". Nesse lugar, numa zona baixa, onde já existia uma fonte de água muito boa, começou a construir-se uma aldeia. Essa aldeia veio a chamar-se "aldeia de baixo".
Numas casinhas muito pobres, vivia com a avó, já velhota, um rapazinho magrinho e franzino, chamado Joaquim.
Todos os dias Joaquim tinha a tarefa de ir apascentar, para as terras de cima, as quatro ovelhas que pertenciam à avó. Estas ovelhas eram muito importantes pois davam lã para fazer vestuário e mantas e leite para beber e fazer queijos.
Joaquim saía de casa logo de madrugada deixando a avózinha ainda deitada pois últimamente, andava a sentir-se muito fraca e padecia de umas febres muito estranhas. Estas febres tornavam-se mais frequentes quando o tempo aquecia, porque a zona onde se situava a aldeia, por ser muito baixa, tornava-se alagadíssa e quase pantanosa durante o Inverno e quando o calor surgia, multiplicavam-se os insectos, especialmente os mosquitos que picavam nas pessoas e as faziam adoecer.
Andava o povo da aldeia decidido a construir uma igreja, uma “Casa do Senhor”, para os proteger. Só não se combinavam quanto ao local onde devia ficar situada a igreja. Uns queriam que fosse na zona da aldeia de baixo, porque estando mais perto do povoado poderia proteger melhor os seus habitantes, outros queriam que fosse construída numa zona mais acima, onde o terreno era mais seco e por isso menos propício a doenças.
Também Joaquim, enquanto guardava o gado, ia matutando neste dilema. Onde seria o melhor local para construír a igreja? Lá em baixo? Ou na pequena encosta mais a meio? Com a sua pequena gaita de beiços entretinha-se às vezes a tocar para os borreguinhos que saltitavam à sua volta ou estendia-se ao comprido, debaixo de um chaparro, a roer uma côdea de pão duro e a fazer versos de cabeça!
Numa dessas tardes em que Joaquim procurava uma solução para o dilema da aldeia, estando com os olhos fechados, quase a sonhar, começou a sentir uma brisa leve a bater-lhe no rosto e um cantar de pássaro junto ao seu ouvido. Abriu os olhos e pareceu-lhe ver, sobre uma pedra que estava próxima, uma senhora de pé, com um vestido comprido e um manto a cobrir-lhe os cabelos.
Joaquim assustou-se e levantou-se num ápice!
A senhora porém, sorriu-lhe e falou-lhe com uma voz muito doce:
-Joaquim meu bom menino, tenho para ti uma missão. Deves falar com os mais velhos e sábios da aldeia e dizer-lhes que é minha vontade que a igreja que querem construir, venha a situar-se no local onde hoje se encontra esta pedra. Enquanto constroem a igreja devem transferir também a aldeia aqui para cima, porque esta zona é mais saudável e podem começar a chamar-lhe “Aldeia de Cima”.
E conforme disse estas palavras a senhora desapareceu!
Joaquim esfregou os olhos com as mãos e beliscou-se para ver se não estava a sonhar. Depois do que vira e ouvira já não tinha bem a certeza, por isso, reuniu o gado e desatou a fugir em direcção à aldeia.
Quando chegou a casa encontrou a avozinha ainda mais doente. O menino apressou-se a sentar-se na cama, junto dela, e a segurar-lhe na mão.
-Meu filho...-Disse a velhota. - Estou muito cansada e talvez Deus não demore a levar-me para a sua companhia.
O rapazinho começou a chorar.
A avó sossegou-o:
-Peço-te que não te assustes porque já és um homem e sabes cuidar de ti. Procura a ajuda do senhor Padre que ele te encaminhará.
-Avozinha...-Disse Joaquim. - Tenho uma amiga, mais importante que o senhor padre.
-E quem pode ser mais importante que o senhor padre? - Perguntou a avó com um leve sorriso.
-A Senhora da Pedra! - Afirmou Joaquim, com toda a convicção. - Sabes avó, hoje, enquanto  e descansava debaixo da azinheira grande, apareceu-me uma senhora em cima de uma pedra, que me disse para construirem a igreja naquele local e mudarem a aldeia lá para cima porque estas terras cá em baixo, não são boas para a saúde. 
A avó movimentou de um lado para o outro, em sinal de descrédito, a sua cabeça branca, sobre o travesseiro às riscas!
-Joaquim... tu e as tuas histórias. Estás conhecido no povoado como o rapaz que mais histórias inventa e mais cantigas faz.
-É verdade avó...acredita. - Garantiu Joaquim com insistência. - Tenho que levar esta mensagem ao padre e ao conselho dos idosos para que eles mandem cumprir a vontade da Senhora.
Não dando tempo à avó para dizer mais nada, Joaquim saiu de casa a toda a velocidade e foi transmitir a mensagem aos que mandavam.
Ninguém, porém, lhe deu atenção e o rapazito voltou macambúzio para casa.
No dia seguinte, esperou, de olhos escancarados, a aparição da Senhora. Ela, no entanto, não apareceu e Joaquim começou a convencer-se de que tudo não tinha passado de um sonho!
Os dias seguiram-se e na aldeia ultimavam-se os preparativos para iniciar a construção da igreja num local um pouco acima da “Aldeia de Baixo”.
Numa dessas manhãs radiantes, fez-se um clarão mais brilhante que o sol e a Senhora voltou a aparecer em cima da pedra.
Joaquim ajoelhou-se e contou à Senhora a reacção das pessoas.
            -Deves voltar a insistir. Diz-lhe que é minha vontade que a igreja seja construída aqui e que a aldeia venha para cima. - Voltou a pedir a Senhora.
            Joaquim fez que sim com a cabeça e depois disse com tristeza:
            -Minha amiga, Senhora...quero pedir-lhe pelas melhoras da minha avó que está muito doente. 
            A Senhora aproximou as suas mãos de luz do rosto do rapaz e acariciou-o:
            -A tua avózinha já está velhota e a vida não é eterna. Terás de te conformar. Contudo não ficarás sózinho, sempre que quiseres eu estarei aqui para ti.
            E dito isto, mais uma vez, a Senhora desapareceu!
Joaquim não perdeu tempo em descer ao povoado e desta vez dirigiu-se ao local onde já estava a ser construída a igreja e falou:
            -A Senhora da Pedra, voltou! Diz que estão a desobedecer à sua vontade. A igreja deve ser construída no sítio da pedra e a aldeia deve ser transferida para cima.
            Um dos anciãos, já aborrecido com aquela história, voltou-se para Joaquim:
            -Oh...meu rapaz, tu não deves dizer heresias e falar em nome de uma senhora que ninguém conhece. Vais ser castigado por Deus!
            Outros porém estavam receosos e levantaram a voz:
            -E se o rapaz disser a verdade? E se for alguma Santa que lhe aparece?
            -Qual Santa, qual carapuça! - Diziam os mais incrédulos. - Então vocês não sabem como o rapaz gosta de contar histórias e inventar.
            -Não é história é a mais pura verdade, juro pela saúde da minha avó que a Senhora aparece em cima daquela pedra. - Teimou Joaquim com muita segurança.
            -Onde é que fica essa pedra? - Perguntou um dos anciãos.
            -Ali em cima, para onde eu vou apascentar as ovelhas.
            -Lá em cima, no “Vale das Dúvidas”! - E Joaquim abanou a cabeça que sim.
            Então o ansião começou a rir: 
            -Oh... meu rapaz, como é que tu queres que acreditemos em ti se até o local escolhido tem o nome com ele, “Vale das Dúvidas”, fica sempre a dúúúviiidaaaa, a dúúúviiidaaaa...anda vai para casa e deixa-nos trabalhar.
Joaquim saiu a correr, triste e zangado ao mesmo tempo e decidido a nunca mais falar no assunto.
O tempo foi passando, o Inverno chegou muito frio e chuvoso e Joaquim não podia levar o gado para cima. O estado de saúde da avózinha piorava mas a igreja nova estava quase construída. Os dias seguiram-se curtos e escuros e num desses entardeceres melancólicos o sino da igreja  nova, tocou a finados. A avózinha tinha morrido.
Joaquim chorou até que veio a Primavera. Depois tocou o gado, serra acima, até ao “Vale das Dúvidas”. Sentou-se debaixo da azinheira, fixou a pedra e esperou.
            Uma andorinha veio avisá-lo de que a Senhora estava a descer. Preparou-se. 
            Não demorou que uma luz brilhante o iluminasse.
            -Senhora...mangaram de mim e ninguém me acreditou. Estou só e triste.
            -Eu sei meu filho. - Disse a senhora com uma voz que parecia a da avó. - Eu sou Santa Ana, mãe de Maria e avó de Jesus Cristo e por isso mesmo tua avó. Deixai os homens com as suas certezas e continuai a visitar o “Vale das Dúvidas”. Aqui serás feliz. Eu protejo-te. 
            -Senhora não te vás sem deixar uma prova. Nunca mais quero passar por mentiroso. - Suplicou Joaquim.
            -Está bem. Olhai que estou descalça e vou deixar gravada na pedra a marca dos meus pés. 
Quando o povo seguiu Joaquim até ao “Vale das Dúvidas” e viu os “pézinhos” de Santa Ana gravados na pedra, acreditou na palavra do rapaz.
A igreja não mudou de local mas o seu orago foi consagrado a Santa Ana. 
Logo a seguir à igreja, nasceu a “Aldeia de Cima” e quando as duas aldeias se juntaram, todo o povoado se passou a chamar SANTANA. 
Santa Ana, a avó de Jesus Cristo é festejada no dia 26 de Julho, “Dia dos Avós”. Nesse dia sai à rua com o seu netinho ao colo e há quem veja, no rosto do pequeno Jesus, parecenças de um rapazinho chamado Joaquim.
(Lenda contada pelas crianças da E. B. 1 de Santana)

## Igreja

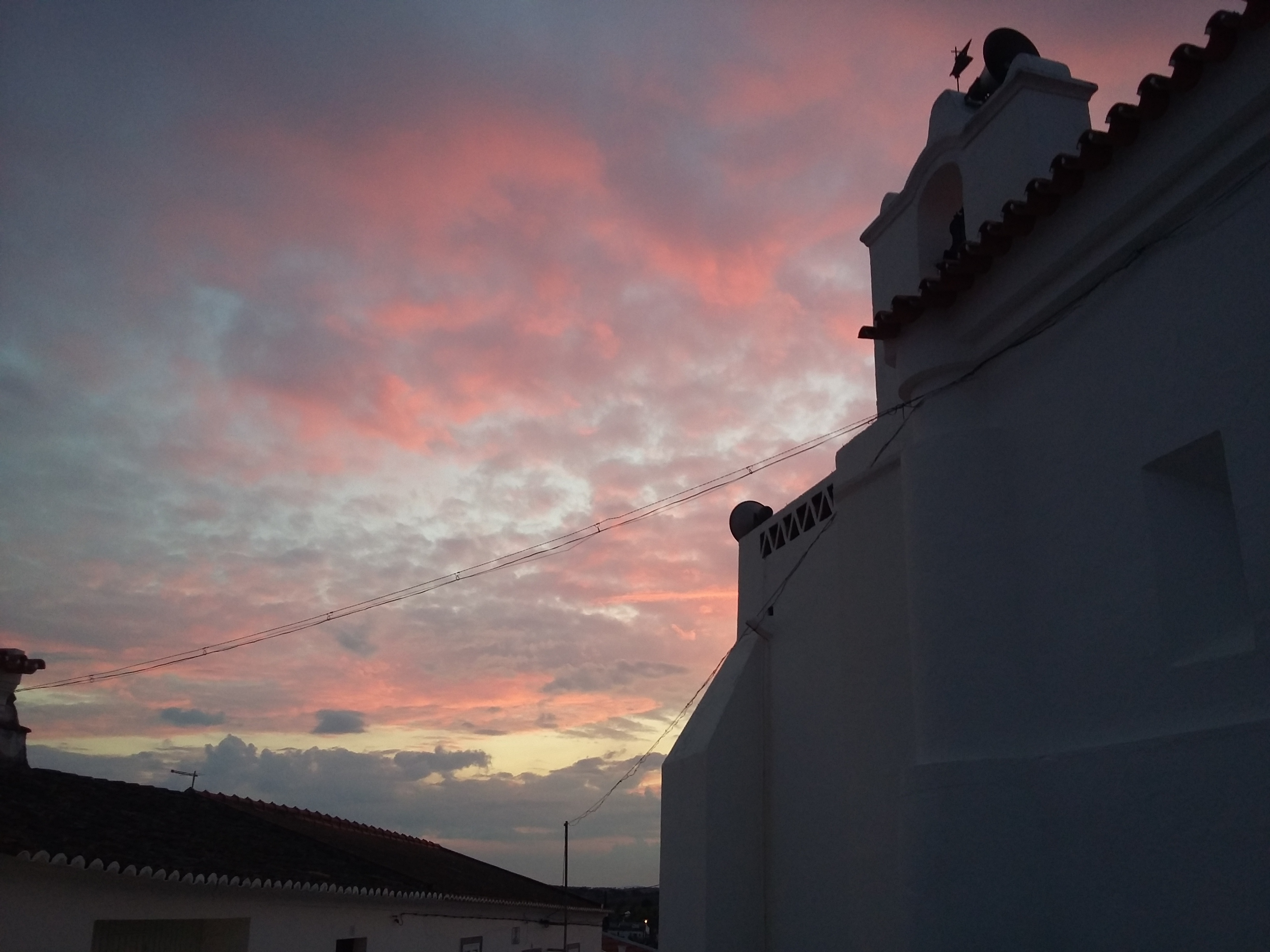
Igreja de Santa Ana

A primitiva igreja medieval foi objecto de profunda remodelação no reinado de D. Manuel e depois de 1534 e é um dos mais importantes templos do concelho pela sua estrutura arquitectónica, sobretudo pela abóbada polinervorada que cobre o corpo da igreja.
Fundada no período medieval,sofreu profunda reformulação arquitectónica em estilo manuelino, no início do século XVI, da qual se destacam o sistema de contra-fortagem, com gigantes semi-circulares, e a abóbada de nervuras que cobre a nave. 
No século XVIII, a igreja foi alvo de uma campanha decorativa barroca, que incluiu a aposição de três retábulos em talha dourada, um na capela-mor e os outros dois nos alçados laterais da nave.
Igreja de arquitectura manuelina, renascentista e barroca, constituída por uma nave única com uma abóbada manuelina de três tramos. A construção inicial foi erguida na Idade Medieval, sendo depois reconstruída no início do século XVI. Destaque para o pórtico medieval e para a abóbada de nervuras manuelina.

## Arqueologia
Não se sabe qual foi a data da sua fundação mas o concelho de Portel é conhecido por se encontrarem vestígios de todas as épocas históricas. Destaque-se os inúmeros vestígios da época visigótica (Igreja de Vera Cruz de Marmelar), de origem islâmica/medieval (O castelo de Portel e fortificações adjacentes) e toda uma arquitectura ligada ao património histórico moderno devido às inúmeras igrejas e ermidas que compõem este concelho. 
Relativamente a Santana os vestígios arqueológicos mais relevantes remontam à pré-história destacando-se a "Pedra de Santa Ana" que está ligada ao mito de fundação da aldeia. 
A "Pedra de Santa Ana" insere-se certamente num espaço arqueológico petroglífico que abrange o "Vale das Dúvidas".  Este afloramento de xisto está decorado, em toda a sua superfície visível, com marcas circulares escavadas (as chamadas covinhas), em  número superior a 100 e agrupadas 3 a 3. Estas marcas, segundo interpretações de especialistas, podem representar:
- contentores para oferendas,
- receptáculos de libações ou de sacrifícios
- símbolos de caráter sexual feminino,
- cartografias, de constelações e terrestres
- marcadores de espaços sagrados, de caminhos migratórios, de locais com alto valor mágico e propiciatório
- ligadas a cultos litolátricos, aquáticos, destinados a promover ou a incrementar a fertilidade, particularmente a feminina.
- tabuleiros para jogos
- marcadores de operações pré-numéricas

Mas nem só de vestígios pré-históricos vinga esta freguesia. Existem também em fontes informações relevantes da ocupação romana e medieval neste território. É plausível encontrar uma justificação para tal. Visto haver vestígios de ocupações humanas nas outras freguesias do concelho logo é possível que em trabalhos futuros se justifique isso mesmo. Mas de uma prespectiva geral a ocupação deste território sempre foi muito propícia. É uma zona de planície que permite a fixação humana devido à existência de solos agrícolas e de terrenos para a pastorícia, onde predomina a abundância de água potável e saborosa, desde os tempos mais remotos. Pode também ser vista como uma zona de passagem, pois, encontrando-se na Serra de Portel, esta área é a mais fácil de atravessar por ser planície, ligando assim dois grandes territórios a sul, Évora e Beja. Sem esquecer que desde os tempos romanos eram vistas como duas grandes cidades a nível económico.

## Gastronomia
Todo o concelho de Portel é conhecida pela sua gastronomia. É relevante sublinhar que todo o concelho é conhecido por uma excelente zona de caça desde os tempos mais remotos. A gastronomia mais típica e conhecida passa pelas açordas alentejanas, de alho, de tomate, de beldroegas, de espinafres...
Também se comem as migas com o entrecosto e a os bons secretos de porco preto. Consome-se carne de caça como javali, lebres e pequenas aves.
Há também a tradição de comer borrego em épocas festivas, o ensopado de borrego, cujas tradições a origem não encontra.
Consome-se em maioria a carne de porco e de frango, o borrego e a carne de caça. 

## Sítios de referência
A aldeia  possui uma panificadora, várias queijarias, produção de mel e cortiça e cafés para degustação da gastronomia.
As atividades económicas de relevo são a agricultura, a construção civil, o fabrico de carvão vegetal, a panificação, a queijaria,  a tiragem de cortiça, a produção de mel e de azeite.

## Atividade cultural
A atividade cultural mais revelante são as festas da aldeia que ocorrem no verão de 5 a 7 de Agosto em 2016. São realizados também bailes típicos, garraiadas (touradas à alentejana) havendo também um festival designado pelo festival do caracol que este ano contará com a segunda edição.
A aldeia tem um Clube de Recreio  Desportivo de Caça e de Pesca de Santana, um Grupo Desportivo, um Clube Cultural e Recreativo de Santana e um Grupo Motard. 
É relevante também assinalar o renascimento do Grupo Coral e Instrumental Voz Activa, neste ano de 2014, com a incorporação de novos membros.

## Clima
Todo o município é muito frio durante o inverno, tendo uma temperatura média entre os 6 e os 8 graus, de novembro a março, e por vezes atinge temperaturas mínimas negativas. No verão é muito quente e pode atingir temperaturas que rondam os 38-41 graus. As chuvas são abundantes quer no outono, no inverno ou na primavera.